# アスラテック
アスラテック株式会社（英: Asratec Corp.）は東京都港区虎ノ門に本社を置く、ロボット向けOS「V-Sido OS」関連商品の企画・開発・発売・コンサルティングを中心とする事業を行うソフトバンクグループの企業。ソフトバンクロボティクスホールディングス株式会社の子会社であり、ソフトバンクグループ企業のリアライズ・イノベーションズ株式会社の酒谷 正人が社長を兼務している。
社名は「ゾロアスター教の神様ASURAからUの1文字を外したASRAと、テクノロジー（TEChnology）を合わせたもの。ASURAには生命を与える神という意味があり、ロボットに生命を与えるソフトを普及させたいという意味、ASURAからUを外したのは、”U＝You＝あなた”が意識する必要がないソフトにするという意味が込められている。」。

## 沿革
- 2009年（平成21年）7月7日 - NAISTの院生でありながら産総研技術研修生であった吉崎航が、経産省所管の独立行政法人情報処理推進機構の未踏IT人材発掘育成事業に採択される[4]。
- 2010年（平成22年）
  - 6月11日 - Infinity Ventures Summit 2010 SpringのLaunch Padで吉崎が開発したV-Sidoが優勝する[5]。
  - 7月20日 - V-Sidoが評価され、経産省より吉崎がスーパークリエータに認定される[6]。
- 2012年（平成24年）12月13日 - 吉崎が共同制作者として制御に携わった水道橋重工製巨大ロボットクラタスが文化庁メディア芸術祭第16回エンターテイメント部門優秀賞を受賞[7]。
- 2013年（平成25年）
  - 2月 - 吉崎により株式会社V-Sidoが設立される。[8]
  - 7月5日 - 吉崎を事業企画本部チーフロボットクリエイターに迎え、SBメディアホールディングスによりアスラテック株式会社が設立される[9]。
- 2014年（平成26年）
  - 6月11日 - 新規ロボット事業発表会にてロボット・ソフトウエア事業へ本格参入[10]、及びV-Sido OS（ブシドー・オーエス）の提供、その一部機能を基板に実装したマイコンボードV-Sido CONNECT（ブシドー・コネクト）の年内リリース予定[11]、コンセプトモデルロボットASRA C1（アスラ・シーワン）が公開される[12]。同日、資本金を1000万円から3億1000万円へ増資[13]。
  - 9月25日 - サンリオグループのココロにV-Sido OSを提供[14]。
  - 10月 - BRAVE ROBOTICSと共同で巨大変形ロボットを建造する「Project J-deite」の試作機「J-deite Quarter」を公開[15]。
  - 11月23日 - Maker Faire Tokyo2014でIntel Edisonに対応したV-Sido CONNECTを披露[16]。
- 2015年（平成27年）
  - 1月16日 - AISTと共同で音楽鑑賞サービスSongleに合わせ踊らせる制御システム「V-Sido×Songle」を開発[17]。
  - 3月9日 - V-Sido CONNECT RCを50個限定で販売。価格は9800円[18]。
  - 6月12日 - BRAVE ROBOTICSと共同で完全変形ロボット「J-deite RIDE」の開発に着手[19]。
  - 7月17日 - 「ロボドルプロジェクト」発足[20]。
- 2016年（平成28年）
  - 3月1日 - 本社を六本木2-4-5から神田東松下町45へ移転[21]。
  - 7月21日 - ロボット遠隔操作システム「VRcon for Pepper」のライセンス提供を開始[22]。
  - 11月11日 - アスラテック、三精テクノロジーズ、BRAVE ROBOTICSの3社でジェイダイト・ライド有限責任事業組合を設立[23]
- 2017年（平成29年）
  - 1月18日 - メガネスーパーのメガネ型ウェアラブル端末「b.g.」と「VRcon」を連携させPepperを遠隔操作で接客するデモンストレーション実施[24]。
  - 1月30日 - カナモト、KGフローテクノ、富士建が共同で開発を進めている建設機械操縦用人型ロボット「DOKA ROBO」向けコックピット型コントローラーの開発に協力[25]。
  - 5月30日 - Forex Roboticsとの提携により「VRcon」に多言語翻訳機能等が追加[26]。
- 2018年（平成30年）
  - 3月28日 - 遠隔ロボットコントローラー「V-Sido WebConnect」を開発[27]。
  - 4月26日 - 変形人型ロボット「J-deite RIDE」試作機を公開[28]。

- 2024年（令和6年）
  - 1月4日 - 本社を港区虎ノ門2-2-1 住友不動産虎ノ門タワーに移転。

## 特徴
吉崎により開発されたV-Sido OSを中心に事業展開している。V-Sido OSの特徴として直感的操作で人型ロボットを動かせる点、簡単なプログラム知識があればパソコンを介さずにスマートフォン等からロボット操作が行える点、リアルタイム演算で関節等の姿勢制御を行えるために事前のモーション調整が不要である点、高価な特注品を用いずに既存の部品（AIやサーボモータ）を用いてロボット製作が可能になる点が挙げられる。2014年6月現在で日本電産製、双葉電子工業製、近藤科学製、ROBOTIS社（韓国）製のサーボモーターに対応している。V-Sido OS採用企業としては、アルデバランロボティクス等が紹介されている。

## プロジェクト「Project J-deite」
同プロジェクトはV-Sido OSのアスラテックと変形ロボットのBRAVE ROBOTICSとトランスフォーマーのタカラトミーによる変形ロボット製造プロジェクトである。この一環として2014年10月には1.3メートルの試作機「J-deite Quarter」が公開された。2017年中の完成を目指して3.5メートルの人型ロボットから時速60km/h走行可能なビークルモードへ完全変形する「J-deite RIDE」の共同開発が行われ、
2018年4月26日に試作機が公開された。2020年には全長5メートルのロボットを開発する構想がある。

## プロジェクト「ロボドル - ロボットアイドル普及プロジェクト -」
博報堂、ココロ、佐川電子、アスラテックによる共同プロジェクト。V-Sido OSを用いたロボットの適切なキャスティングや動作管理、ロボット用衣装・メイクなどのサポートを提供し、アイドルロボットの活躍の場を広げていく計画。イベントやテレビ番組、映像作品などでのロボットの活用促進と市場開拓を目指す。

## 関連人物
- 倉田光吾郎 - オリジナルロボット「クラタス」の共同制作者